# Cheminée
Pour les articles homonymes, voir Cheminée (homonymie).
Ne doit pas être confondu avec Âtre.

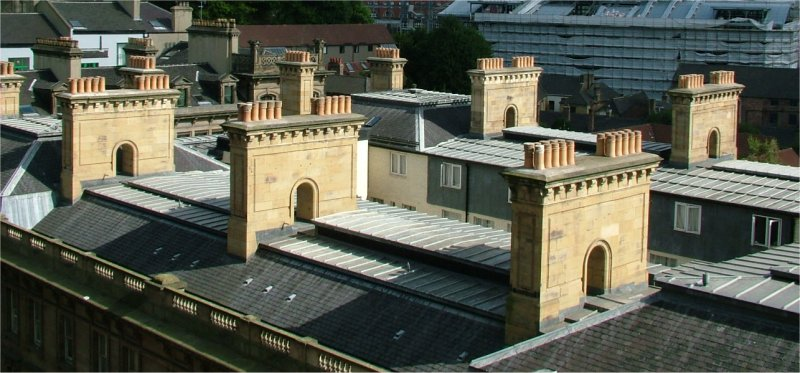
Cheminées dépassant le faîtage des bâtiments à Newcastle upon Tyne (Angleterre).

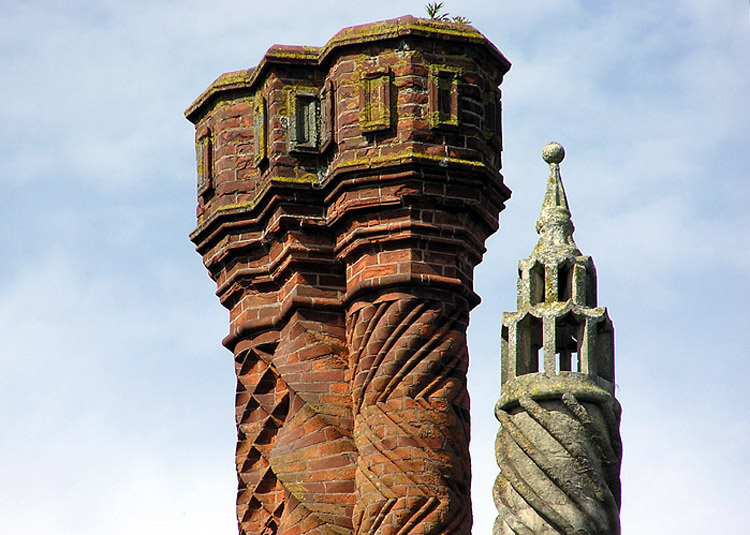
Cheminées traitées comme élément décoratif (ici style Tudor typique).

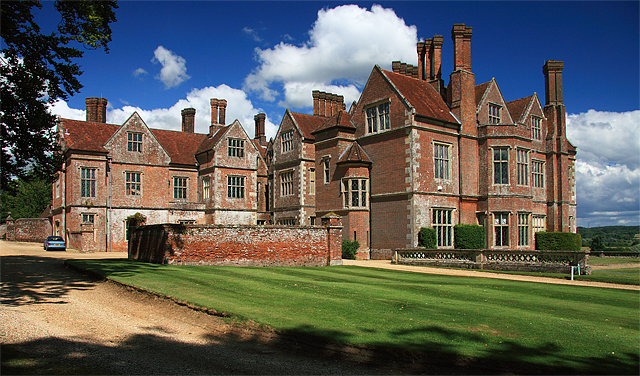
Breamore House, manoir élisabéthain (Hampshire).

La cheminée est le conduit (conduit de fumée), construit en dur, qui véhicule et confine les fumées, la vapeur d'eau, les autres gaz de combustion, éventuellement toxiques, d'un quelconque foyer, ouvert ou fermé, brûlant, afin de les évacuer ou, plus rarement, de les traiter. Le terme « cheminée » désigne également, par métonymie, l'âtre, le foyer.

## Définitions
Vue de l'extérieur, la cheminée désigne couramment la « souche », l'extrémité du conduit à fumée dépassant du toit du bâtiment. Ce terme désigne aussi, surtout dans l'industrie, un édifice séparé du reste des constructions, un corps de construction complètement autonome.
Les navires, les locomobiles et les locomotives à vapeur ont en ce sens des cheminées, même si ce sont de simples tuyaux cylindriques : la combustion est faite à l’extérieur du moteur avec du combustible dans une chambre ou un foyer de combustion. Pour les véhicules à moteur à combustion interne, c'est plutôt un pot d'échappement ou une tuyère.
Les cheminées industrielles sont de hautes constructions de forme spécifique conçues pour évacuer les fumées des foyers d'usine ou d'équipements collectifs. On désigne maintenant, par analogie, les aéroréfrigérants qui servent dans des centrales nucléaires pour évacuer la vapeur d'eau de refroidissement des circuits secondaires de chaudière.
D'un point de vue intérieur, la cheminée n'est autre que l'âtre, la cheminée ornementale d'appartement, c'est-à-dire l'espace aménagé autour du foyer ouvert comportant sur son dessus une hotte et dont le fond porte une plaque de cheminée, appelée aussi « taque » ou « contrecœur » et destinée à capter la chaleur. Cet espace autrefois important se distingue en ce sens des fours, des fourneaux ou des poêles.

## Origine

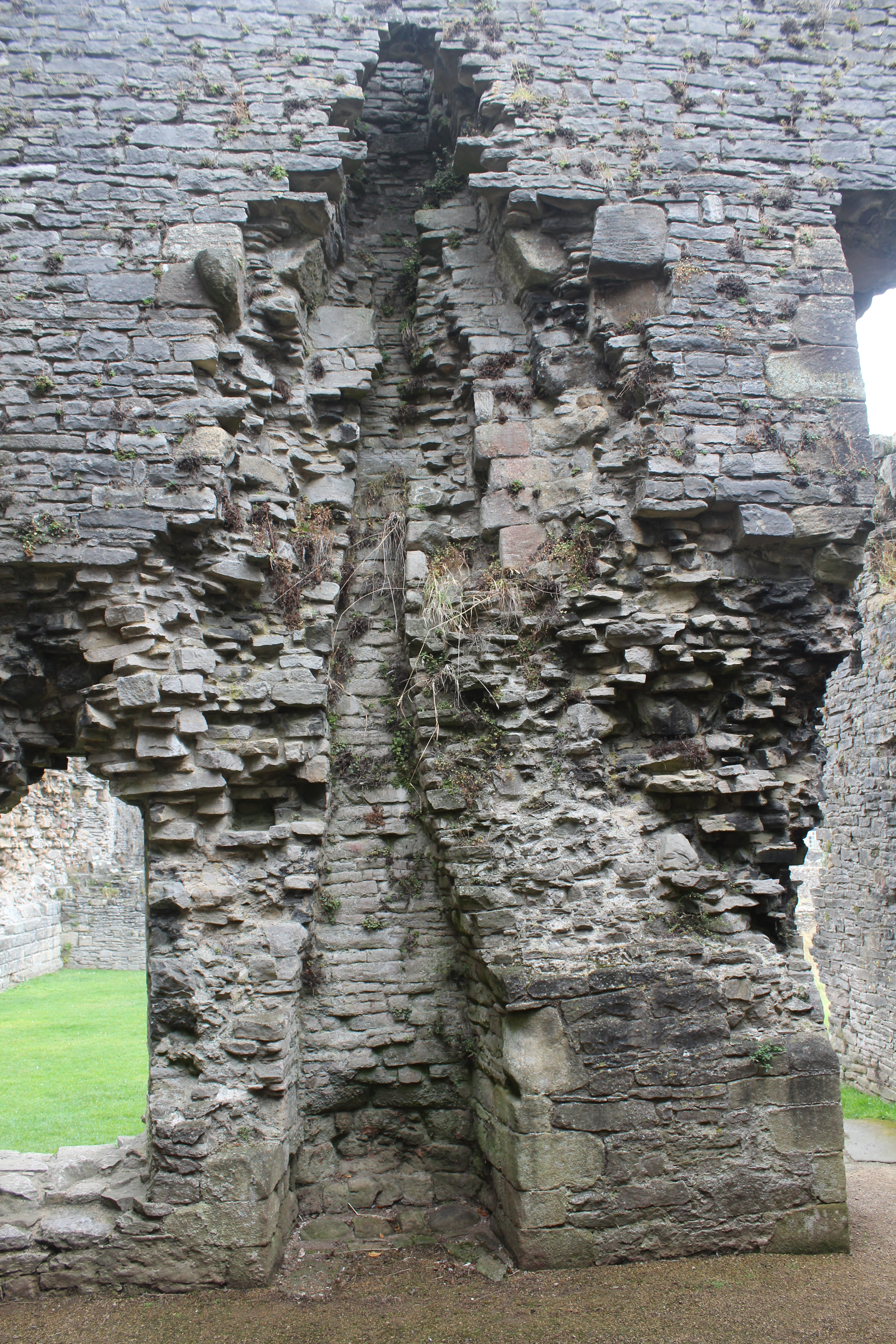
Cheminée exposée et conduit de cheminée dans un château médiéval.

Le terme cheminée vient du bas latin caminata, par le mot latin caminus signifiant « âtre », lui-même emprunté au grec kaminos de même sens et appartenant à la famille du verbe grec kaiein, « brûler ». Le mot féminin cheminee (sic) est attesté en 1138 par écrit en ancien français dans La Vie de saint Gilles.
La cheminée désigne à l'origine une construction technique en dur qui reçoit le matériau combustible, permet sa combustion par flamme ainsi que le conduit permettant d'évacuer ou d'utiliser les fumées et autres gaz brûlés. Par métonymie, le mot cheminée va par la suite désigner deux choses :
- l'endroit autrefois ouvert où l'on fait le feu, appelé également « âtre » ou « foyer » ;
- le conduit vertical qui le prolonge ainsi que tout autre conduit de dégagement des gaz de combustion.

## Histoire

### Cheminée à l'ère industrielle

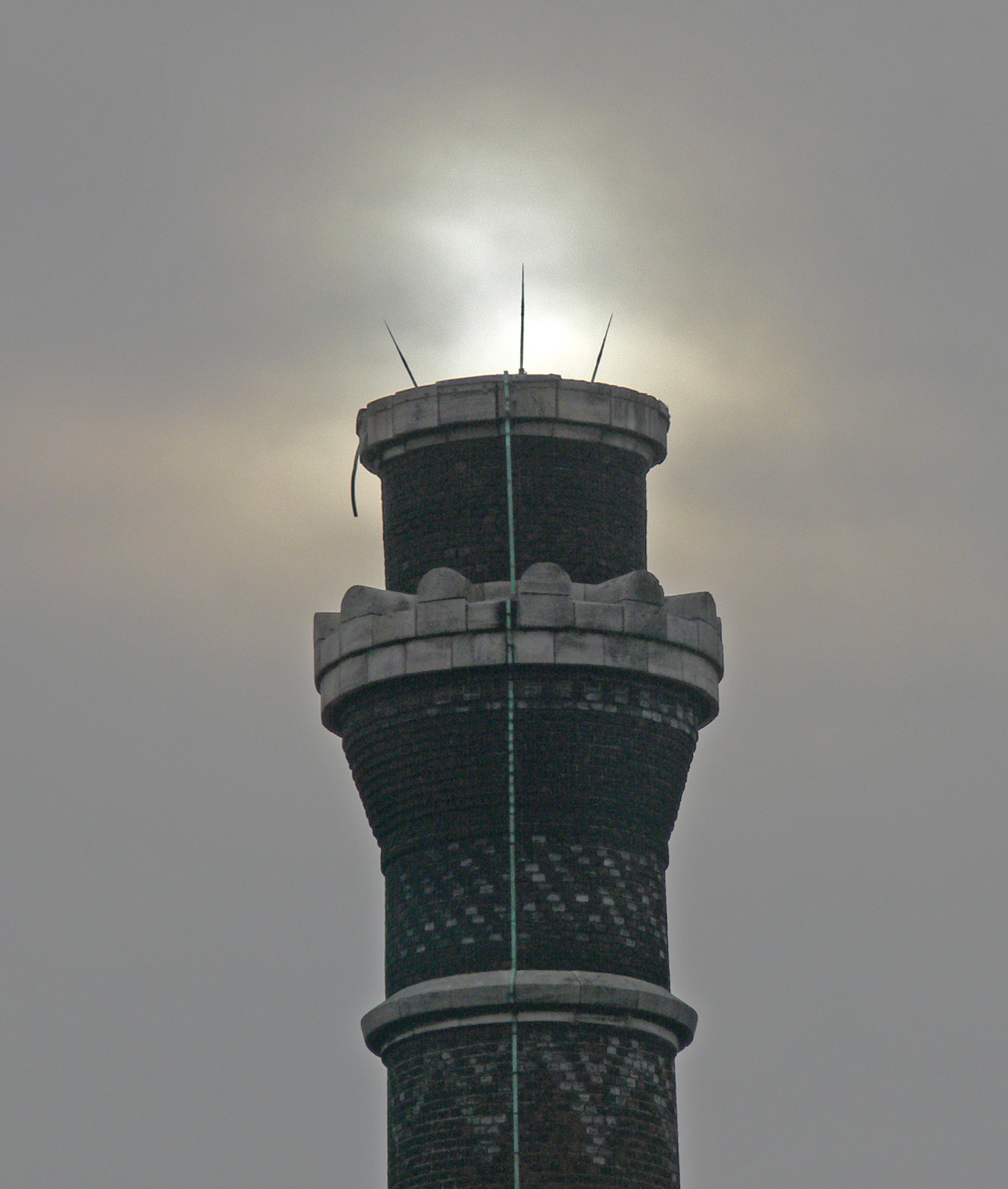
Les cheminées industrielles sont des points hauts sur lesquels on a souvent posé des paratonnerres.

Le paysage industriel a pour figure principale la cheminée industrielle, symbolisée en beffroi du travail, qui est très haute et domine les sites. Les cheminées ont fait partie de la Révolution industrielle, signe de puissance et organe publicitaire (le nom de l'entreprise était parfois écrit dans le corps de cheminée avec des briques de couleur ; la cheminée a aussi servi de signal — sorte de clocher — des premières cités ouvrières humanistes où la cheminée d'usine ainsi que le portail se trouvaient dans l'arrangement dans leur urbanisation), avec le développement de la mécanisation dans la fabrication nécessitant de l’énergie qui ne pouvait plus provenir des moulins à eau ou à vent par la localisation des usines. Lorsque le coke a remplacé le charbon de bois, la capacité en production du fer par la sidérurgie a été multipliée. Cette puissance avait pour contrepartie une pollution aérienne non maîtrisée très nuisible à la santé de la population et qui enlaidissait les villes par la noirceur des suies collées sur les façades d’immeubles par l’humidité. Cet aspect négatif a provoqué l’essor jugé moderne du chauffage tout électrique des 30 dernières années du XXe siècle. Les villes furent nettoyées en France dans la décennie 1960 et le smog des cheminées disparut par l’abandon généralisé de la filière houille (et les souches des cheminées devinrent le support des antennes de télévision dont elles se hérissèrent).
À partir du début du XXe siècle, la réglementation des rejets dus à l’activité professionnelle a été de plus en plus contraignante de façon à préserver la santé de la population en ce qui concerne les rejets des fumées et gaz produits par les processus industriels.

## Généralités

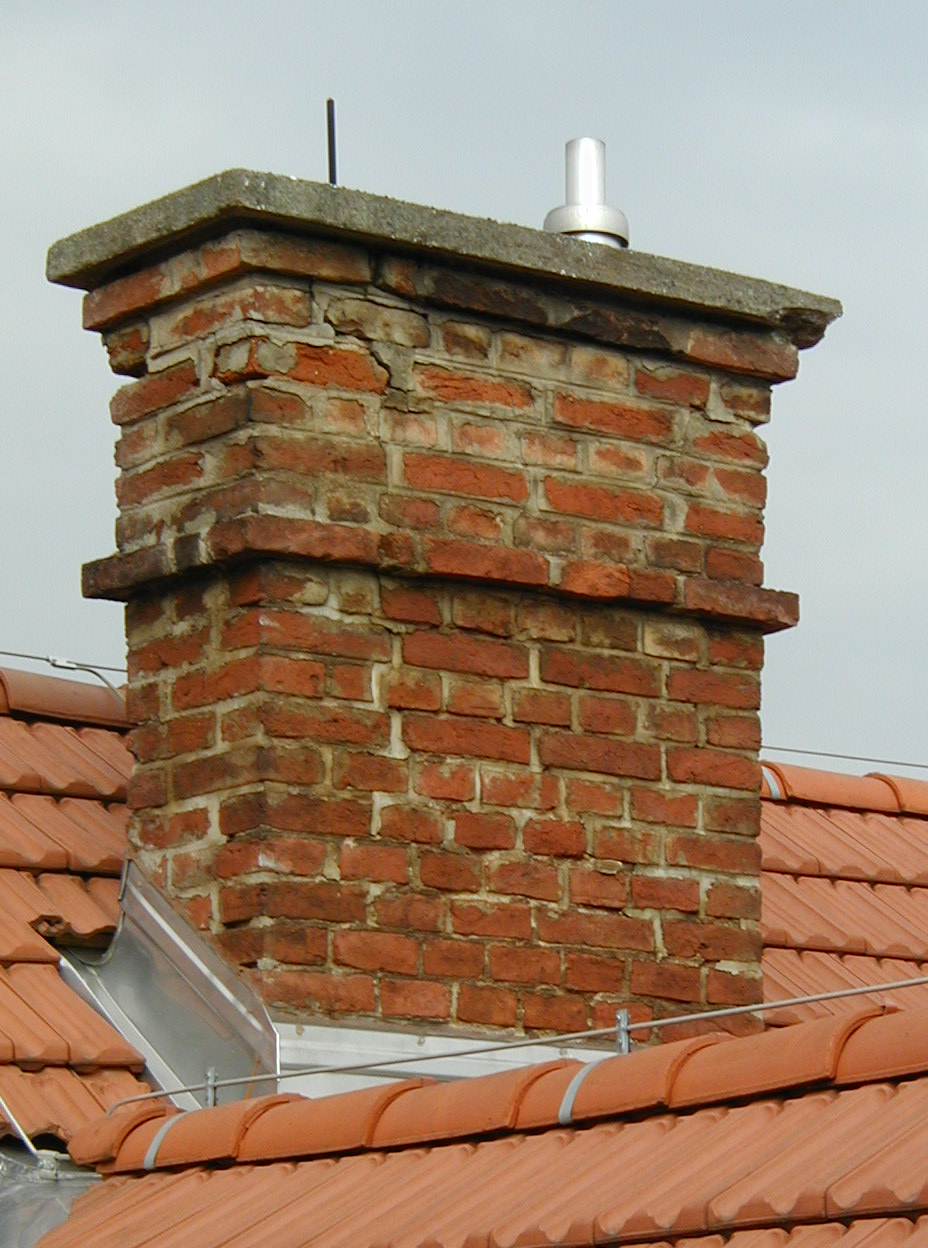
Cheminée avec couronnement évitant une noue (Graz, Autriche).

Les aménagements sont destinés à utiliser un feu dans un édifice, sans risque majeur d'incendie, pour assurer le chauffage, la cuisine, et d’autres activités (souvent professionnelles).
Le combustible brûle dans un foyer ouvert, un insert (foyer fermé), un poêle, une cuisinière, un chauffe-eau, un four, ou une chaudière, en ce qui concerne les habitations et locaux artisanaux.
La nature des matériaux utilisés pour la cheminée dépend du combustible. Dans les immeubles anciens, les cheminées sont montées en briques réfractaires. Les conduits à fumées des appareils à gaz actuels requièrent pour résister à l’agressivité des rejets un chemisage, un tubage, si la cheminée n’est pas une structure métallique. Dans les immeubles modernes, ces conduits particuliers se connectent sur des extracteurs en toiture.
Pour les usines, les chaufferies urbaines, les cheminées sont utilisées pour les rejets soumis à réglementation des fumées et gaz produits par les processus industriels. Le niveau de pollution constaté dans les environs les oblige par périodes à utiliser des combustibles différents de ceux en usage habituellement.
L'évacuation des fumées et gaz repose sur la différence de densité des gaz chauds par rapport à l'air : elle nécessite une ventilation de la pièce et doit au besoin être soutenue par des dispositifs techniques (les dimensions de tous les éléments sont cruciales et en fait complexes). La cheminée d'appartement, pour fonctionner naturellement, ne doit pas être placée dans un immeuble qui dispose de la ventilation mécanique contrôlée (VMC).
La dépression qui fait l’aspiration dans une cheminée est aussi obtenue, même sans combustion, par le vent entraînant par une sorte d’engrènement un courant d’air dans le tube dont l’orifice est correctement positionné. De plus, la toiture suivant sa forme soumise au vent peut faire déflecteur ou réflecteur selon la direction du flux. Il peut se produire alors une détente ou une compression sur le conduit à fumées selon les positions relatives toit et souche de cheminée, ce qui se traduit en aspiration supplémentaire ou en refoulement. En conséquence, les règles DTU imposent que l’orifice de la cheminée soit à la hauteur du faîtage pour toit à fortes pentes, le dépasse de 0,40 m pour toit à faibles pentes, dépasse de 1 m l’acrotère d’un toit-terrasse et qu’il n’y ait pas d’obstacle par un corps de bâtiment ou autre qui dépasse la souche dans une distance de 8 m. Une dépression inopportune due à un vent fort peut être maîtrisée à l’aide des fentes horizontales ou quelquefois verticales de la lanterne disposée au sommet qui favorisent un flux plus régulier. Mais l’aspiration peut être aussi augmentée par l’effet Venturi donné par l’embout posé sur la souche.
Une précaution d’indépendance du conduit non tubé qui doit être jointif mais non dépendant de la structure doit être prise avec la liaison au bâti par des viroles pour éviter les effets de fissuration de l’immeuble par la dilatation différentielle verticale pendant le chauffage de la chaufferie. Les conduits à fumée sont construits pour les constructions basses avec des boisseaux, portions empilables de tube rectangulaire en céramique ou en béton. Pour éviter tout problème de tirage, le conduit doit avoir une surface d'au moins 1/7 de la surface du foyer.
La fumée dépose de la suie dans le conduit. Le conduit doit donc avoir, pour l’éviter, une surface intérieure la plus lisse possible et la plus verticale possible. Le dévoiement du conduit se fait donc avec un angle dont la valeur maximale dépend de la hauteur totale du conduit à fumée, néanmoins il ne doit pas dépasser un angle de 45 degrés qui conduit à une accumulation de suie excessive. Une cheminée doit être ramonée aussi souvent que nécessaire pour éviter une diminution du tirage ou les « feux de cheminée ». Les attestations annuelles de ramonage peuvent être exigées par les compagnies d'assurance en cas de sinistre.
En matière d'efficacité énergétique, les cheminées domestiques peuvent être équipées de divers systèmes de récupération de chaleur chauffant de l’air ou de l’eau qui est ensuite répartie dans les pièces par des gaines puis des bouches d’air ou par des radiateurs.
La mitoyenneté des bâtiments de hauteur différente aboutit à des règles de propriété et d’accès concernant les conduits de cheminée qui s’appuient de droit sur le mur voisin qui dépassent le faîte du toit de l’édifice ayant une cheminée.
Les artisans dont la compétence est la construction et restauration des cheminées sont appelés les « âtriers » ou « maîtres-âtriers ».

### Souches de cheminées

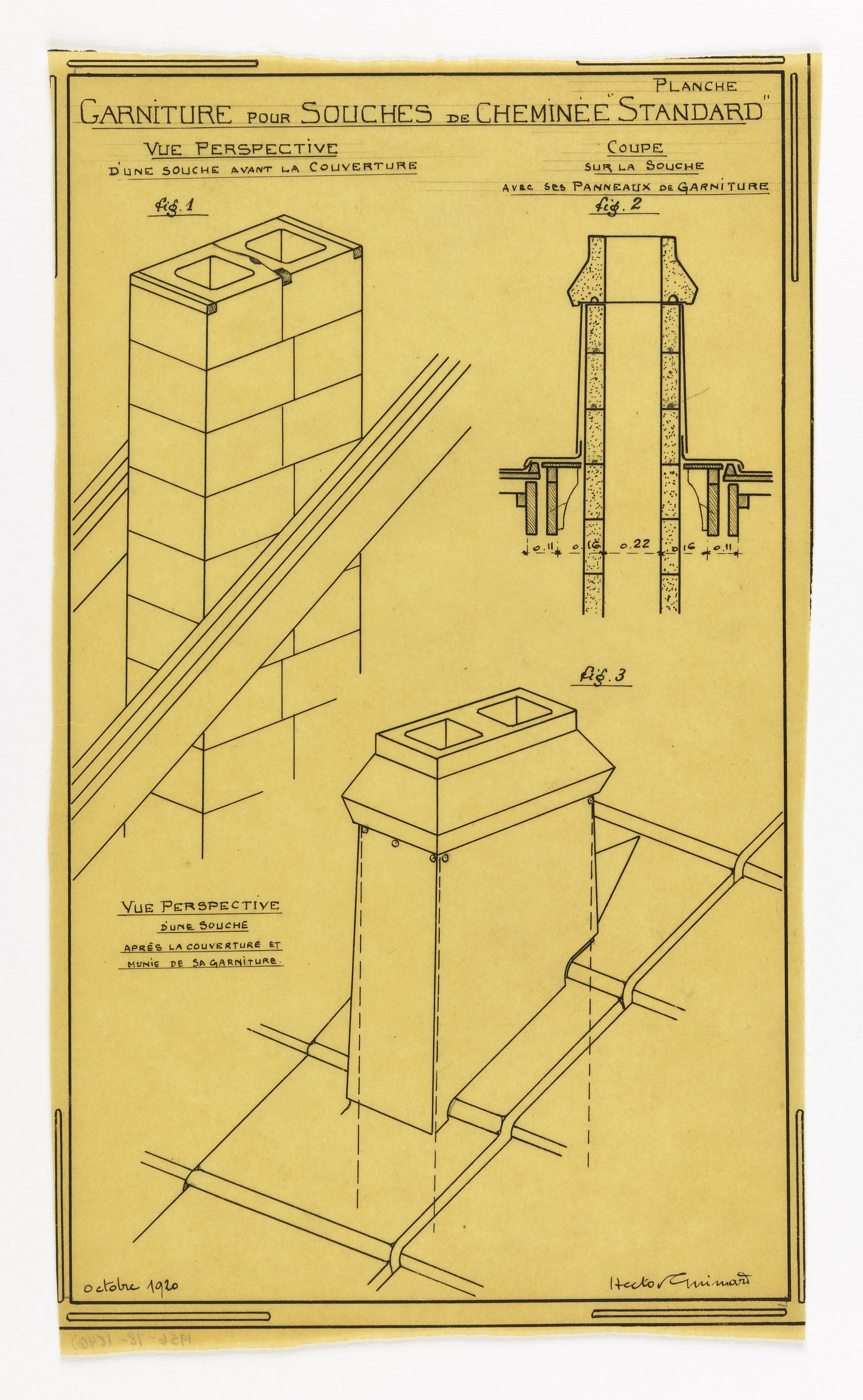
Hector Guimard, garniture pour souche de cheminée standard (octobre 1920).

## Vocabulaire

### Mitre
Les souches sont un des éléments de l'architecture des toits, par exemple celui du château de Chambord classique et de la Casa Milà moderne.
Sa fonction principale, le réglage de la régularité du tirage, est obtenue par les embouts au-dessus du couronnement qui évitent aussi les nidifications : les mitres en céramique, les bonnets coniques en métal, les lanternes en béton modernes ou anciennes en céramique, les dalles sur potelets, les tournevents ou gueule de loup qui augmentent le tirage en orientant l’orifice comme une girouette, les tabourins (petits moulins métalliques régulant le tirage par la rotation au vent), les tés qui privilégient une direction et font parfois un effet Venturi.
- Cheminée florentine : tous les conduits à fumée individuels débouchent dans un gros conduit final circulaire.
- Cheminée alsacienne : elle comporte le support du nid de cigogne.
- Cheminée sarrasine en Bresse et cheminée aragonaise : types identiques où les souches sont le prolongement d’un manteau en dôme.

## Typologie

### Marine
La ou les cheminées (ou tuyaux) des bateaux constituent l'enveloppe qui renferme et protège les conduits d'évacuation des fumées de combustion des machines.

### Galeries

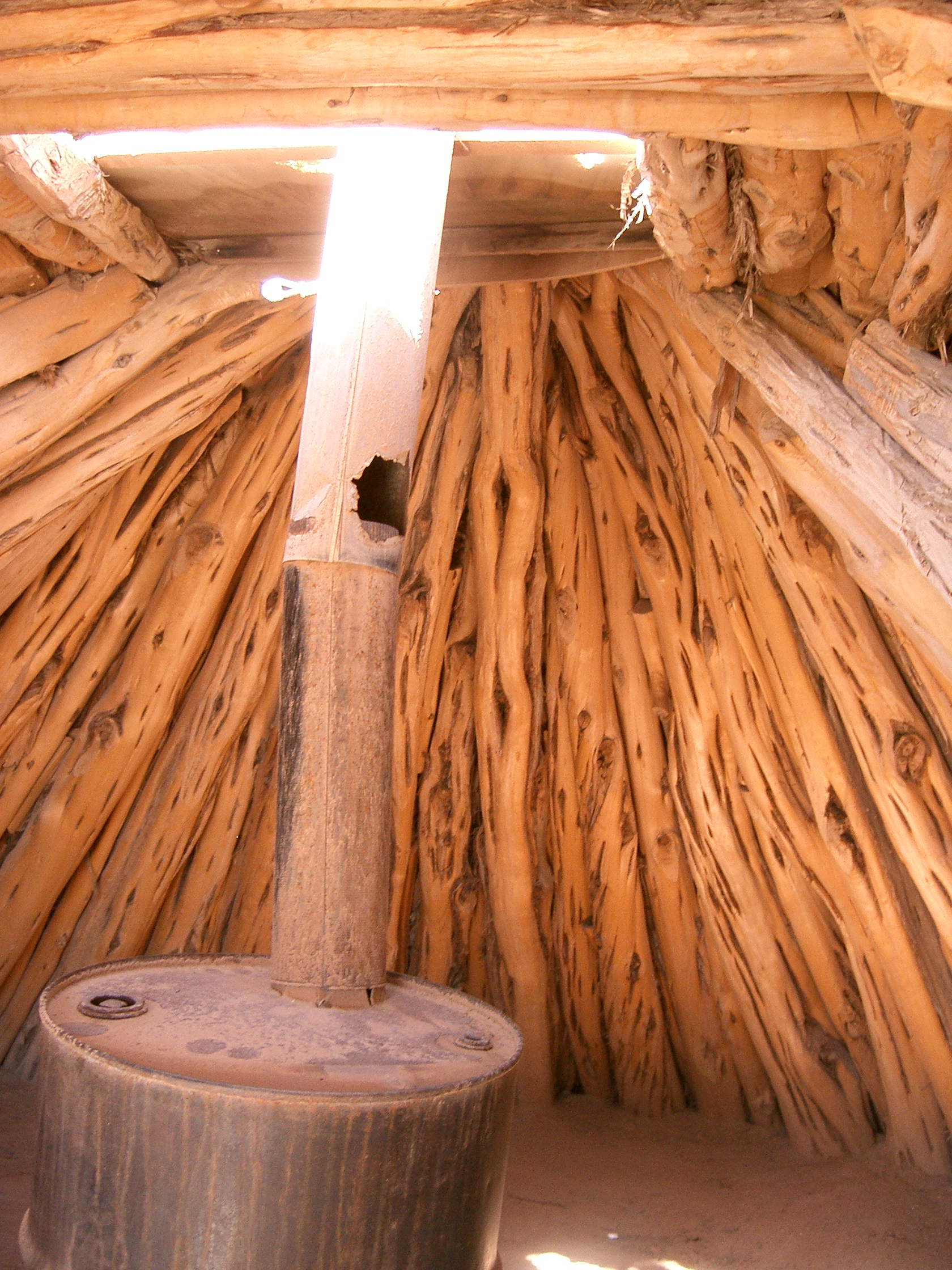
Cheminée de hogan navajo (Arizona, USA)
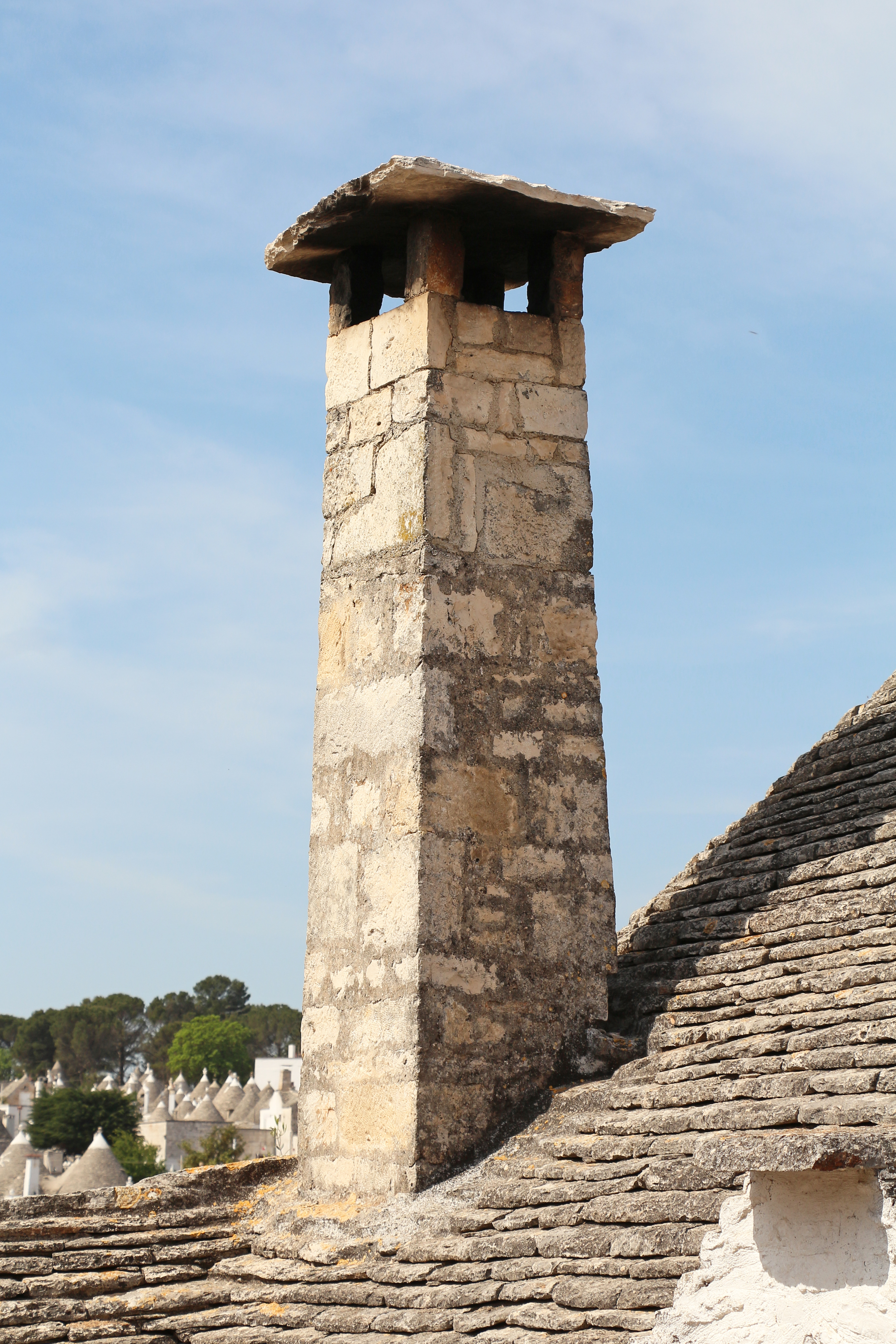
Cheminée d'un trullo à Alberobello en Italie
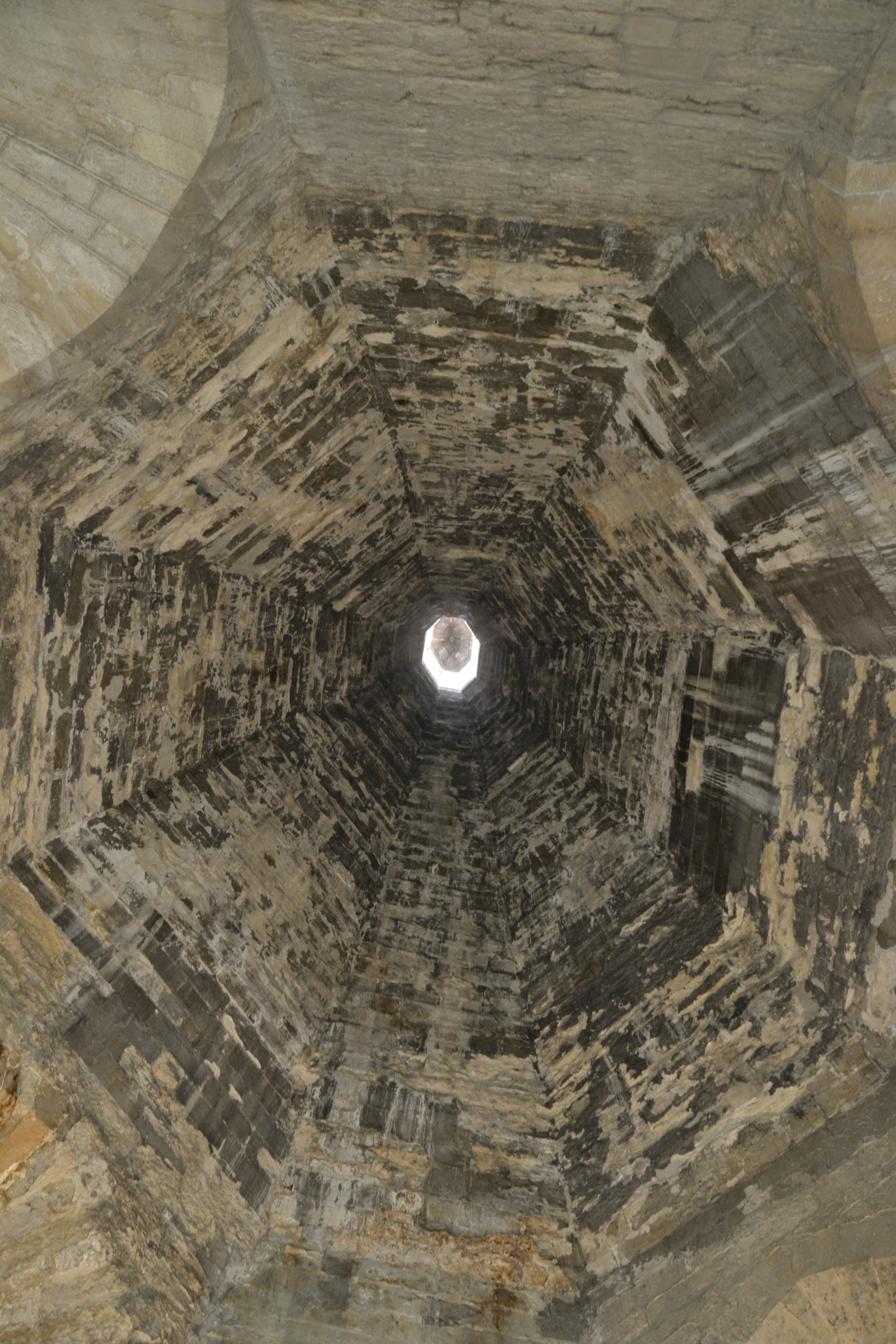
Cheminée de la Cuisine Haute, Palais des papes d'Avignon
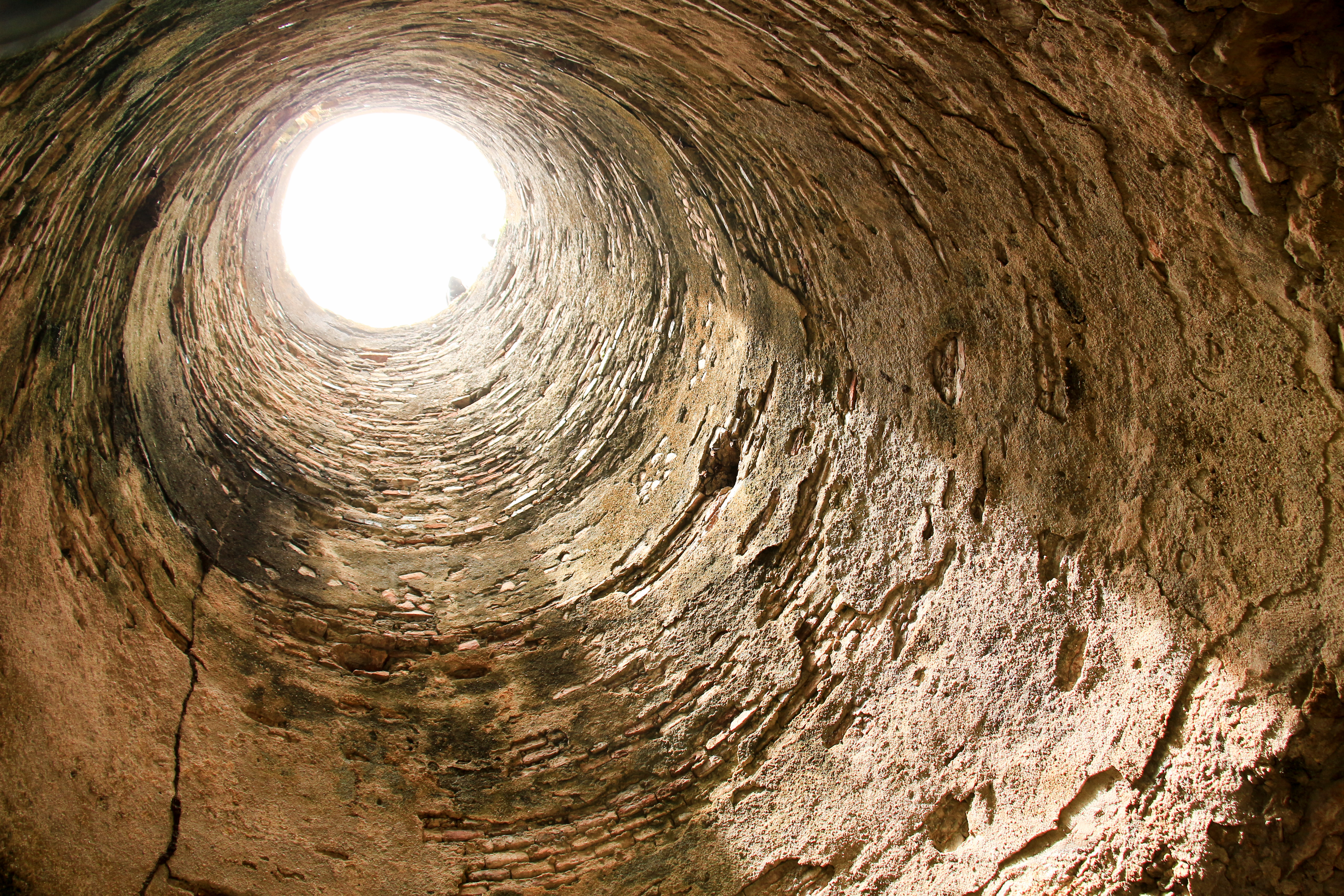
Cheminée de cuisine, Couvent de Saint-Antoine de Paraguaçu (pt), Cachoeira (Bahia) (Brésil)
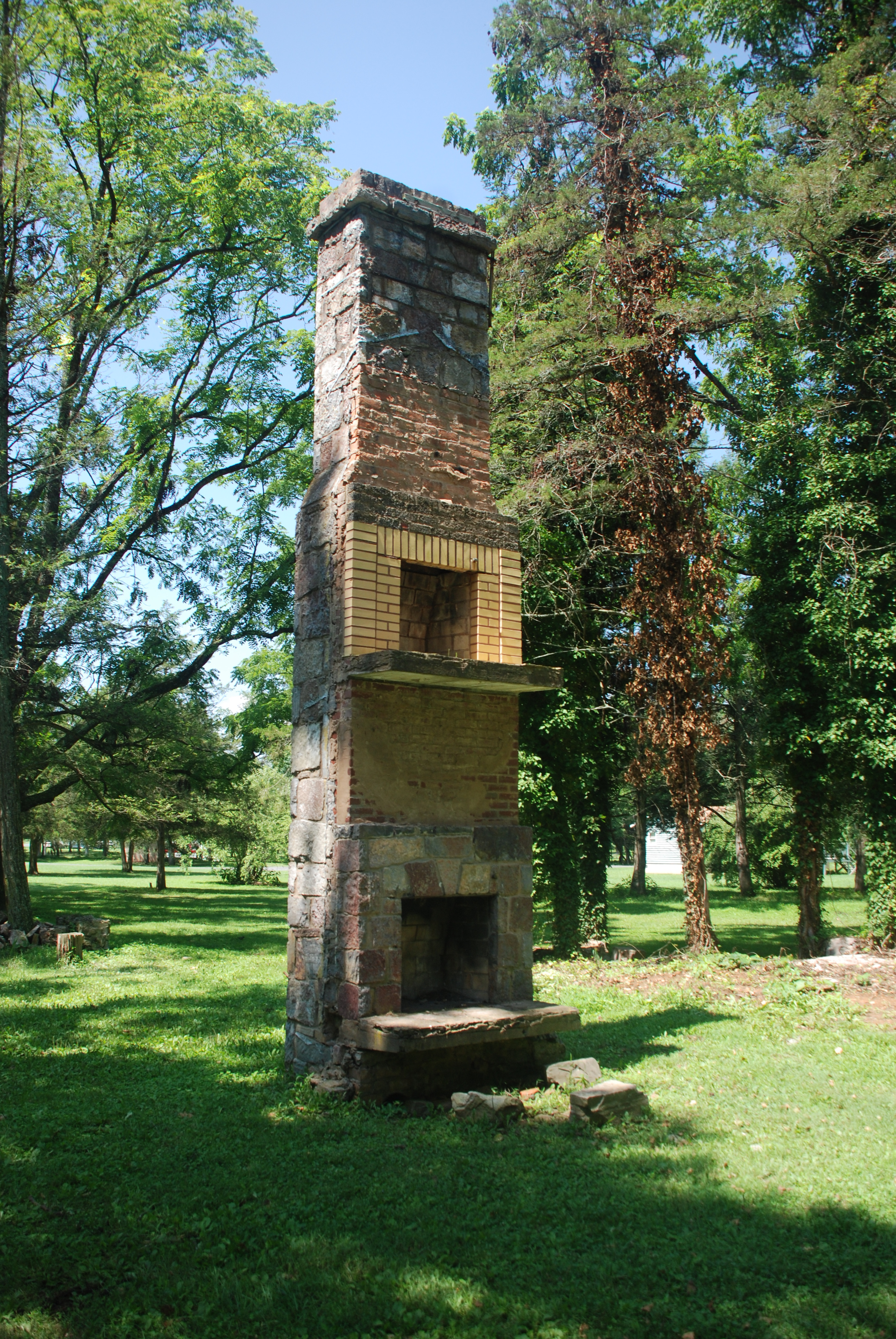
Restes de cheminée, Comté d'Augusta (Virginie, États-Unis)

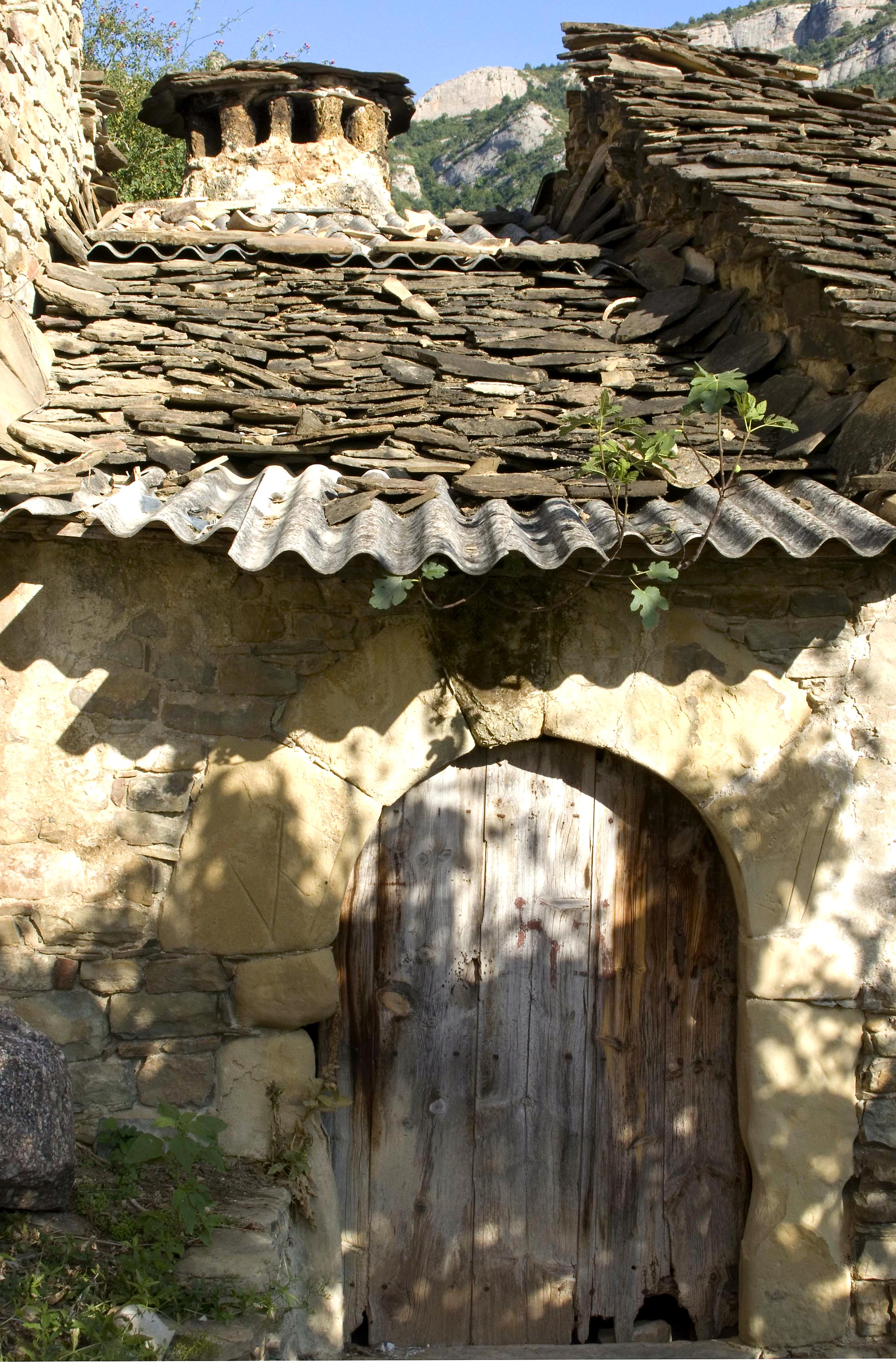
Pardinella, Aragon (Espagne)
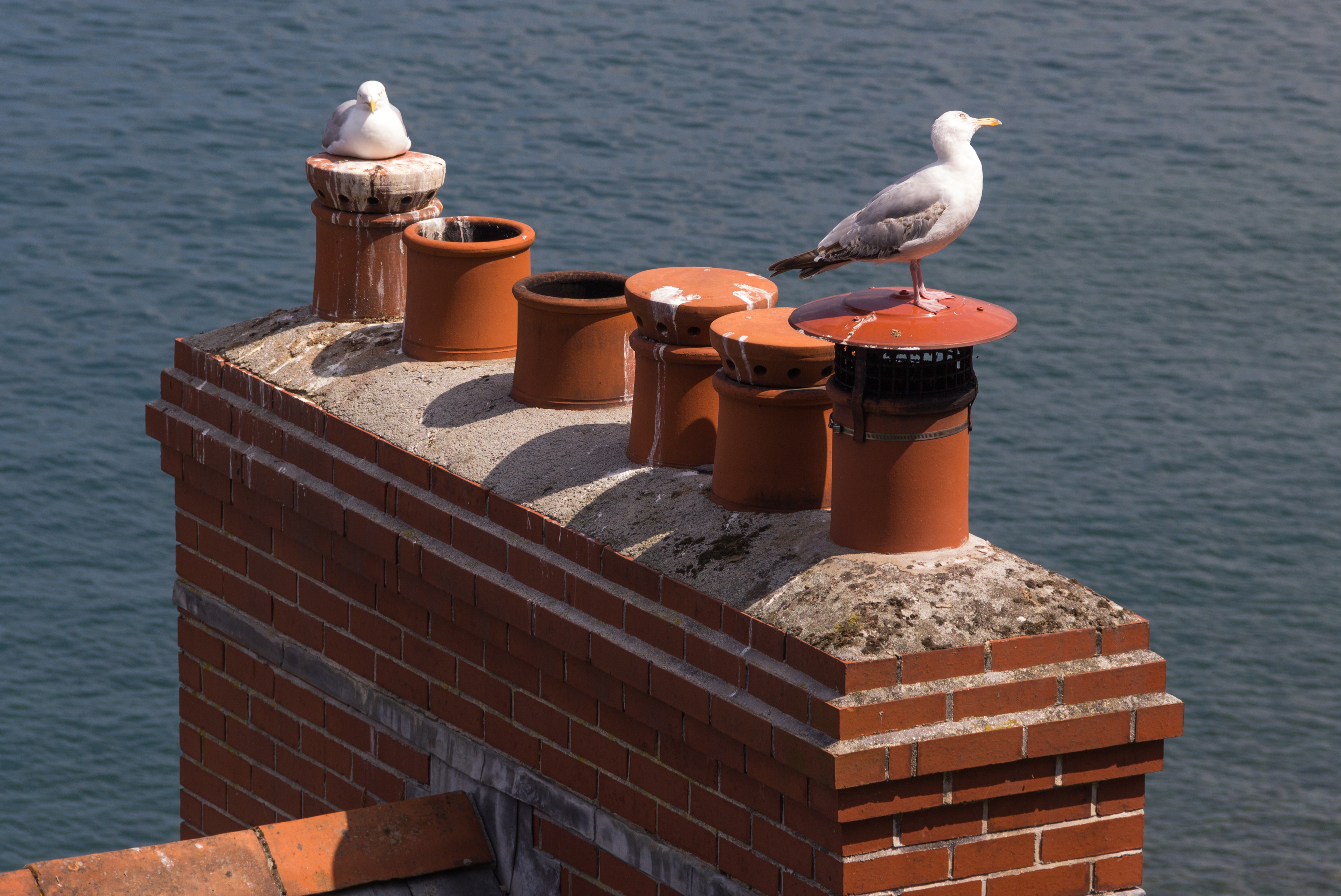
Devon (Grande-Bretagne)
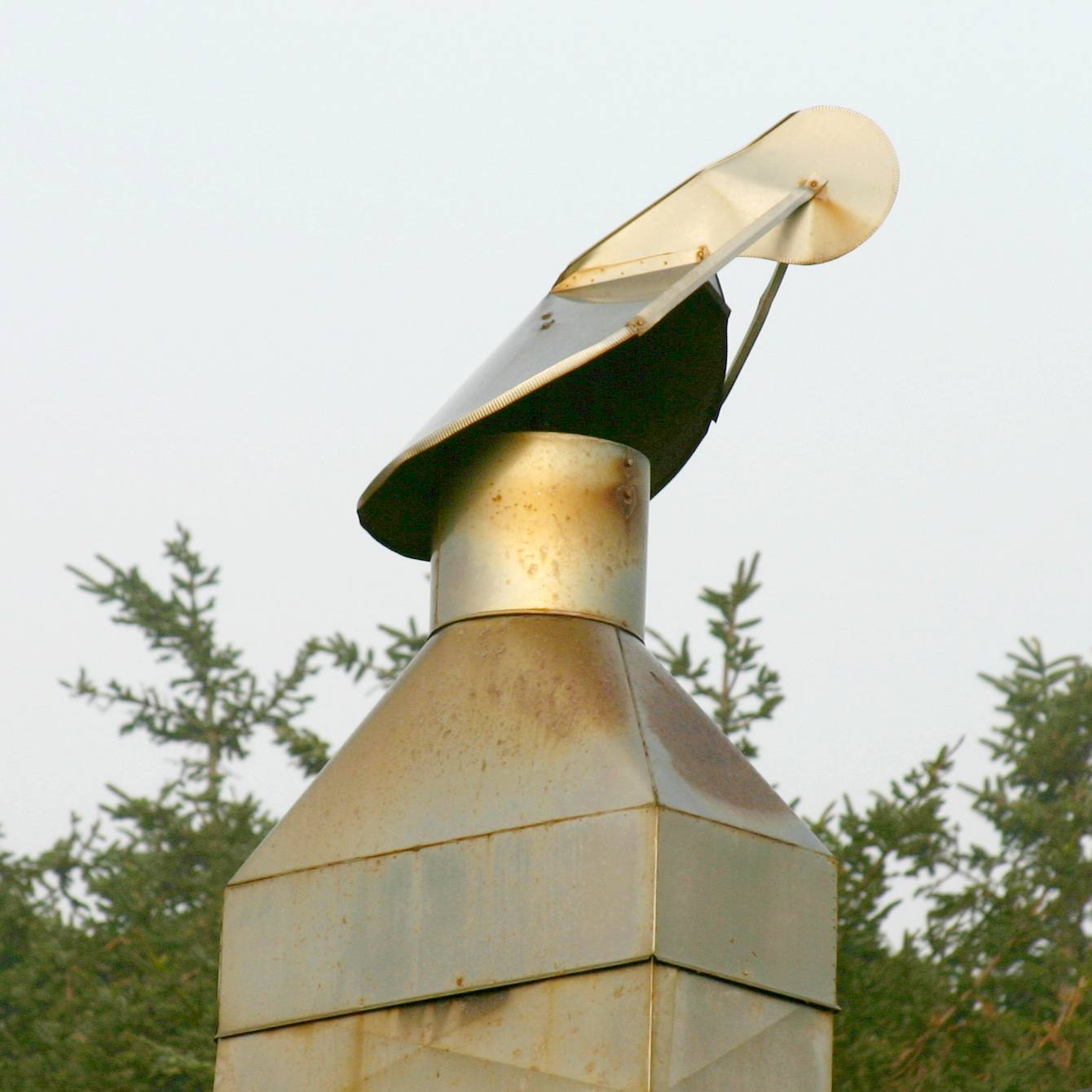
Capuche directionnelle de style conquistador (Oregon, États-Unis)
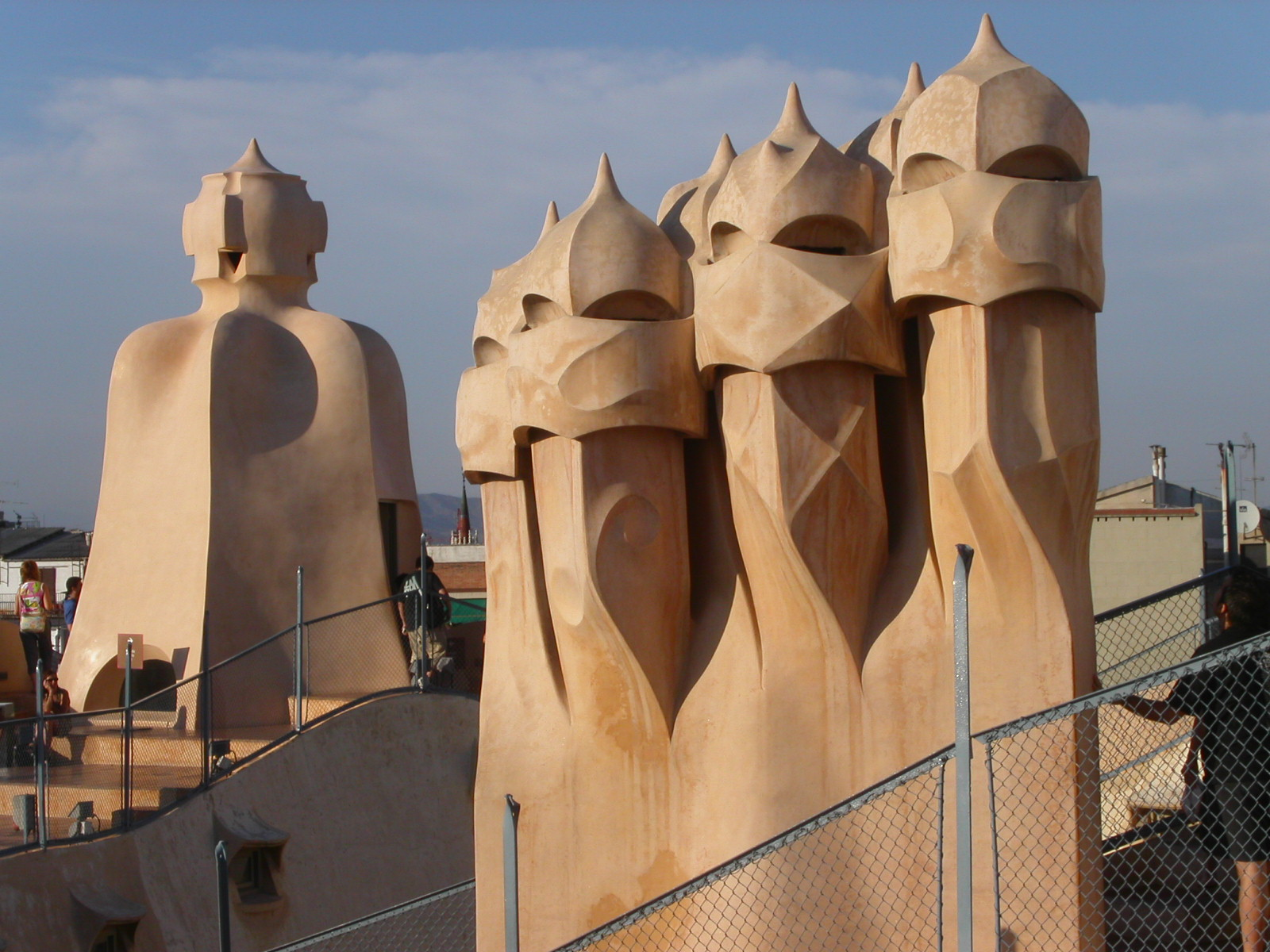
Souches et Mitres, Casa Milà, Antoni Gaudí (Barcelone, 1910)
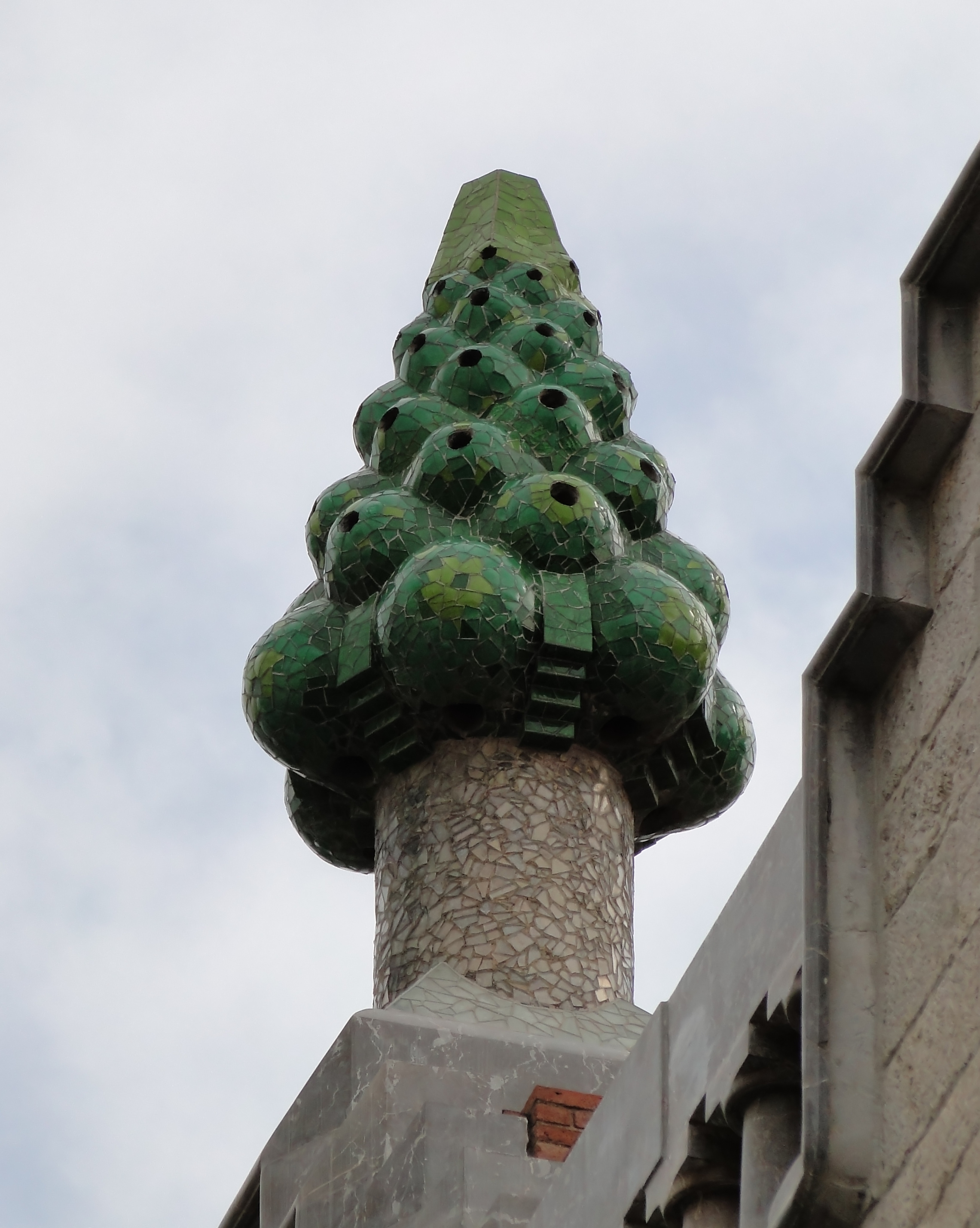
Palais Güell (Barcelone), Antoni Gaudí

## Records

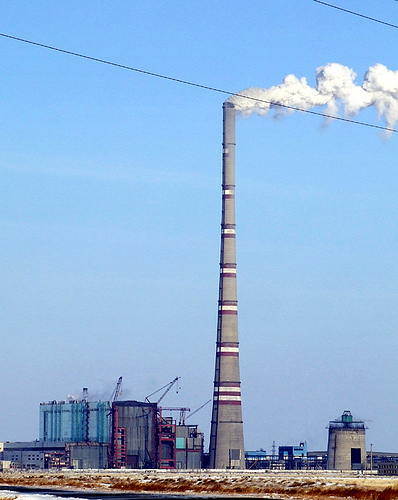
La plus haute cheminée du monde, de la centrale GRES-2 d'Ekibastuz, au Kazakhstan, culmine à 419.7 m.